# Cleveland (Alabama)
Pour les articles homonymes, voir Cleveland (homonymie).
Cleveland est une ville du comté de Blount, en Alabama, aux États-Unis,.
Le premier propriétaire du magasin de Cleveland nomme la communauté Dry Creek Crossroads en 1882. Un propriétaire suivant, John Blackwood, la rebaptise Blackwood's Crossroads. Un bureau postal est installé au milieu des années 1880 : il est baptisé, ainsi que la ville, Cleveland en l'honneur du président Grover Cleveland. La ville tente d'être incorporée en juillet 1912 mais n'y parvient pas. 

## Démographie
| 1970 | 1980 | 1990 | 2000  | 2010  |
| ---- | ---- | ---- | ----- | ----- |
| 413  | 487  | 739  | 1 241 | 1 303 |

## Source de la traduction
- (en) Cet article est partiellement ou en totalité issu de l’article de Wikipédia en anglais intitulé « Cleveland, Alabama » (voir la liste des auteurs).